# Косарєва Ніна Сергіївна
Ніна Сергіївна Косарєва (27.10.1947 м. Ярославль (Росія) – 19 вересня 2012, м. Хмельницький) — художниця декоративно-ужиткового мистецтва. Заслужений майстер народної творчості України (1982). Член Національної спілки художників України (1976). Член Національної спілки майстрів народного мистецтва України.

## Біографія
Косарєва Ніна Сергіївна народилася 27 жовтня 1947 року у м. Ярославль (Росія). У 1969 році закінчила Київську професійно-технічну школу взуттєвиків.
З 1965 року працювала у Чернівецькій шкіргалантерейній фабриці модельєром.
З 1971 року працювала у Чернівецькому художньо-виробничому комбінаті художнього фонду Української РСР художником-прикладником по художній обробці шкіри.
Основна галузь — художня обробка шкіри. Виготовляла пояси, сумки, прикраси, комплекти одягу, папки, футляри тощо. Орнаментальні композиції Ніни Косарєвої відзначаються оригінальністю мистецького почерку, своєрідною пластикою форм та високою технічною майстерністю.
Створила у м. Хмельницькому приватну художню галерею-студію.
Основні твори: ансамблі «Червона рута» (1978), «Золота осінь» (1980), комплект «Карпати» (1985), серія вітальних адресів «Ювілей» (1988), футляр для поздоровлень «Барвінок» (1982), сумки – «Полонина» (1985), серія «Ювілейні» (2000), папки «Ювілейні адреси» (2002), шкатулки «Молодіжні» (2006).
Учасниця понад 100 виставок. Роботи, які є справжніми шедеврами, експонувались в Україні (Київ, Дніпропетровськ, Чернівці, Коломия) та за її межами — у Парижі (Франція), Сучаві (Румунія), Сілістрі (Болгарія), Модесто (США), Бонні (Німеччина), Анкарі (Туреччина), Паланзі (Литва), Мехіко (Мексика) та інших містах.
Косарєва Ніна Сергіївна померла 19 вересня 2012 року. Похована в с. Шарівка Ярмолинецького району Хмельницької області.
У 2014 році на приміщенні Хмельницької дитячої школи образотворчого та декоративно-прикладного мистецтва відкрито меморіальну дошку майстра народної творчості України, члена Національних спілок художників та народного мистецтва України, майстра художньої обробки шкіри Ніни Косарєвої.

## Творчість
Персональні виставки
- Хмельницький (1975)
- Мінськ (1980)
- Київ (1983—2006)
- Тбілісі (1983)
- Чернівці (1985, 1997)
- м. Модесто (США, 2002)

Групові виставки
1972 рік
- Зональна виставка «Мистецтво радянської України», Москва.
- Всесоюзна виставка творів молодих художників, присвячена 50-річчю утворення СРСР, Москва

1973 рік
- Республіканська виставка «Молоді художники Радянської України», Київ
- Всесоюзна виставка «Молоді майстри народного мистецтва», Москва

1974 рік
- Всесоюзна виставка «Карпати», Москва
- Республіканська художня виставка «30-річчя визволення України від німецько-фашистських загарбників», Київ
- Всесоюзна виставка «Сувеніри художніх промислів і подарункові вироби», Москва

1975 рік
- Республіканська виставка, присвячена 30-річчю Перемоги, Київ
- Республіканська виставка «Декоративно-прикладне мистецтво», Київ
- Республіканська виставка «Зразки декоративно-прикладного мистецтва для масового та серійного випуску», Київ

1976 рік
- Всесоюзна виставка «Молодість країни», Москва
- Республіканська виставка «Молодість країни», Київ

1977 рік
- Всесоюзна виставка «По ленінському шляху», Москва
- Республіканська виставка «По ленінському шляху», Київ

1978 рік
- Всесоюзна виставка «Українське образотворче мистецтво з музеїв УРСР і РРФСР», Москва
- Всесоюзна виставка «60 героїчних років Збройних сил СРСР», Москва

1979 рік
- Республіканська виставка «Наш радянський спосіб життя», Київ
- Всесоюзна виставка «Голубі дороги Батьківщини», Москва

1980 рік
- Республіканська виставка «110-річчя з дня народження В. І. Леніна», Київ
- Республіканська виставка «35 років Перемоги», Київ
- Республіканська виставка «Твори молодих художників», Київ

1981 рік
- Всесоюзна виставка «Молодість країни», Москва
- Республіканська виставка «Мистецтво, освячене Жовтнем», Київ

1982 рік
- Всесоюзна виставка «Художники — народу», Москва
- Республіканська виставка «Молоді художники — XIX з'їзду ВЛКСМ XXIV з'їзду ЛКСМУ», Київ
- Республіканська виставка «1500 років Києву», Київ
- Виставка в Штаб-квартирі ЮНЕСКО, присвячена 1500-річчю Києва, Париж
- Республіканська виставка «СРСР — наша Батьківщина», присвячена 60-річчю утворення СРСР, Київ

## Премії, звання, нагороди
- Нагороджена вищою відзнакою Українського фонду культури «За сподвижництво у культурі»
- Лауреат обласної премії ім. В. Розвадовського (2004)
- Член Національної Спілки майстрів народного мистецтва України (2003)
- Лауреат міської премії ім. Б. Хмельницького (2000)
- Нагороджена орденом Княгині Ольги ІІІ ступеня (1997)
- Золота медаль ВДНГ УРСР (1983)
- Заслужений майстер народної творчості України (1982)
- Член Національної Спілки художників України (1976)